# 8113 Мацуе
8113 Мацуе (8113 Matsue) — астероїд головного поясу, відкритий 21 квітня 1996 року.
Тіссеранів параметр щодо Юпітера — 3,573.